# LFP Manager 2005
LFP Manager 2005 (Total Club Manager 2005) est un jeu vidéo sur Microsoft Windows , Playstation 2 , Xbox de EA Sports et sorti le 22 octobre 2004 dans lequel le joueur incarne un entraîneur d’une équipe de football.

## Système de jeu
Le joueur peut acheter ou revendre des joueurs, choisir la composition, la formation et la tactique de son équipe avant chaque match, gérer les finances du club ainsi que ses installations (boutique, stade, terrain d’entraînement). C’est à lui de recruter le personnel et de fixer tout ce qu’il y a sur le contrat des joueurs comme leurs salaires par exemple. Il doit aussi négocier avec les sponsors, répondre à des interviews, motiver les joueurs en venant leur parler à l’entraînement ou à la mi-temps. Il est responsable de son image vis-à-vis des supporters et doit donc de ce fait veiller à ne pas être trop détesté.
Ce jeu est doté d’un mode 3D grâce auquel le joueur peut visionner les matches de son équipe et des adversaires et donner des consignes de jeu à son équipe.
Il peut jouer réellement les matches grâce à un mode spécial s’il possède FIFA 2005.

## Accueil
- Jeuxvideo.com : 14/20 (PC)[1] - 12/20 (PS2)[2]